# 贝莱斯-鲁维奥
贝莱斯-鲁维奥，是西班牙安达卢西亚自治区阿尔梅里亚省的一个市镇。 总面积282km2, 总人口6622人（2001年），人口密度23人/km2。